# Shinji Sōmai
Shinji Sōmai (jap. 相米 慎二 Sōmai Shinji; * 13. Januar 1948 in Morioka, Iwate, Japan; † 9. September 2001 in Isehara, Kanagawa, Japan) war ein japanischer Regisseur.

## Biografie
Er studierte an der juristischen Fakultät der Chūō-Universität und engagierte sich während des Studiums als Aktivist beim kommunistischen Kakumeiteki Kyōsanshugisha Dōmei (革命的共産主義者同盟). Er brach das Studium ab und trat der Filmgesellschaft Nikkatsu bei, wo er Regisseuren wie Chūsei Sone, Kazuhiko Hasegawa und Shūji Terayama assistierte.
Sein erster Spielfilm war Tonda Couple nach einem Manga von Kimio Yanagisawa. In dem im Juli 1980 veröffentlichten Werk geht es um einen Oberschüler, von dem erwartet wird, dass er auf eine angesehene Universität geht und Anwalt wird. Der Film mit Shingo Tsurumi und Hiroko Yakushimaru in den Hauptrollen wurde bei der Verleihung der Japanese Academy Awards 1981 als Populärster Film ausgezeichnet und brachte Sōmai den Preis als bester Nachwuchsregisseur beim Yokohama Film Festival ein. Sailor-fuku to kikanju, der nächste Film des Regisseurs, war mit einem Einspielergebnis von circa 2,3 Milliarden Yen in den japanischen Kinos ein kommerzieller Erfolg. Die Yakuza-Satire, erneut mit Hiroko Yakushimaru in der Hauptrolle, markierte die erste Verfilmung Sōmais nach einem Drehbuch von Yōzō Tanaka, mit dem er im Laufe seiner Karriere noch vier weitere Male zusammenarbeiten sollte.
1983 kamen zwei Filme unter seiner Regie heraus – Shonben Rider und Gyoei no mure –, 1985 sogar drei, Yuki no dansho – jonetsu, Love Hotel und Taifun Club; für die beiden letzteren wurde er mit dem Regiepreis auf dem Yokohama Film Festival ausgezeichnet. Während Love Hotel ein erotisches Drama nach Takashi Ishii ist, handelt Taifun Club von Jugendlichen, die während eines Taifuns ihre ersten Erfahrungen mit dem anderen Geschlecht machen. Taifun Club gewann den Grand Prix auf dem Tokyo International Film Festival, einem der bedeutendsten Filmfestivals weltweit.
Seine 1993 veröffentlichte Arbeit Ohikkoshi ist ein Drama um ein junges Mädchen (gespielt von der für diese Rolle mehrfach preisgekrönten Tomoko Tabata), deren Eltern sich scheiden lassen und die, nachdem sie dies realisiert hat, die beiden versöhnen möchte. Mit dem FIPRESCI-Preis auf der Berlinale 1999 prämierte man Sōmai für den Film Ah haru, der von einem verheirateten Salaryman handelt, der seinen Vater nie kennengelernt hat und ihn erst als erwachsener Mann trifft.
In Kaze-hana beschließen ein Mann und eine Frau (verkörpert von Tadanobu Asano und Kyōko Koizumi), die sich eigentlich kaum kennen, gemeinsam nach Hokkaidō zu fahren, damit der Mann die Berge sehen und die Frau ihre Familie besuchen kann. Das Road Movie war die letzte Arbeit Sōmais, da er 2001 an Lungenkrebs starb. 2002 wurde ihm bei den Japanese Academy Awards posthum ein Spezialpreis für sein Lebenswerk verliehen.

## Filmografie (Auswahl)
- 1980: Tonda Couple
- 1981: Sailor-fuku to kikanju
- 1983: Shonben Rider
- 1983: Gyoei no mure
- 1985: Love Hotel
- 1985: Taifun Club (Taifū kurabu)
- 1985: Yuki no dansho – jonetsu
- 1987: Hikaru onna
- 1990: Tōkyō jōkū irasshaimase
- 1993: Ohikkoshi
- 1994: Natsu no niwa
- 1998: Ah haru
- 2000: Kaze-hana